# 똑똑히 들으십시오: 세금 인상은 없습니다
"똑똑히 들으십시오: 세금 인상은 없습니다"(영어: Read my lips: no new taxes)는 1988년 8월 18일 뉴올리언스에서 열린 1988년 공화당 전당대회에서 조지 H. W. 부시 미국 대통령 후보가 지명 수락 연설에서 한 말이다. 연설문 작성자 페기 누넌이 쓴 이 대사는 연설에서 가장 두드러진 사운드 바이트였다. 미국 국민들에게 더 이상의 세금을 부과하지 않겠다는 약속은 부시의 1988년 선거 공약의 일관된 부분이었고, 그의 연설에 두드러지게 포함되면서 대중의 의식에 각인되었다.
이 대사는 나중에 부시에게 정치적으로 해를 끼쳤다. 그는 대통령으로서 새로운 세금의 신설에 반대했지만, 민주당이 장악한 의회는 국가 예산 적자를 줄이는 방법으로 기존 세금 인상을 제안했다. 부시는 자신의 공약을 지키기 위해 의회와 예산 협상을 벌였지만, 반대하는 민주당이 장악한 미국 상원과 미국 하원과 합의를 이루지 못했다. 부시는 1990년 예산 협정의 일환으로 기존 세금을 여러 차례 인상하는 타협안에 동의했다.
1992년 대통령 선거 캠페인에서 팻 뷰캐넌은 공화당 예비선거에서 부시에 대한 unsuccessful challenge에서 이 공약을 깨진 약속의 예로 반복해서 인용했다. 본선에서는 온건파로 출마한 민주당 후보 빌 클린턴도 이 인용문을 언급하며 부시의 신뢰성에 의문을 제기했다. 부시는 클린턴에게 재선에 실패했고, 많은 사람들은 "새로운 세금 없음" 공약을 지키지 못한 것이 그의 패배의 주요 원인이라고 시사했다.

## 부시 부통령과 세금
1984년 미국 대통령 선거 토론에서 월터 먼데일이 당선되면 세금이 인상될 가능성이 높다고 인정한 것에 대해 부시도 향후 4년 동안 세금 인상이 필요할 수 있다고 암시했다. 레이건은 자신의 두 번째 임기 동안 세금을 인상할 계획이 없다고 주장했고, 부시는 자신이 오해를 받았다고 빠르게 주장했다. 부시의 발언은 일부 보수주의자들이 부시의 감세 의지에 의문을 품게 만들었다.:23
1986년에 레이건의 후임 경쟁이 시작되자 세금이 핵심 쟁점이 될 것이 분명했다. 미국세금개혁연합의 수장인 그로버 노퀴스트는 새로운 세금이 없다는 공약을 만들었고 공화당 후보들에게 서명을 권장했다. 많은 의회 후보들이 서명했으며, 부시의 주요 경쟁자였던 잭 켐프와 피트 듀폰도 서명했다. 부시는 처음에는 서명을 거부했지만 1987년에 결국 동의했다. 부시 선거 캠페인은 나중에 세금 문제를 이용해 주제에 대해 명확하지 않았던 밥 돌을 공격하기 위해 다른 후보들과 합류했다.:24

## 공약
부시는 전당대회 때까지 지명을 확고히 확보했지만, 그의 보좌관들은 여전히 공화당 보수파 내에서 부시에 대한 열정이 부족하다고 걱정했다. 세금은 부시 보좌관 제임스 핑커턴의 말처럼 "우파를 통합하고 다른 누구에게도 적대감을 불러일으키지 않는" 문제였다.:22 따라서 뉴올리언스 전당대회에서 부시의 수락 연설에는 강력한 새로운 세금 없음 공약이 포함되었다. 세금 정책에 대한 연설의 전체 부분은 다음과 같았다(강조 추가):
그리고 나는 세금을 올리지 않을 사람이다. 내 상대는 이제 최후의 수단으로, 또는 세 번째 수단으로 세금을 올릴 것이라고 말한다. 하지만 정치인이 그렇게 말할 때, 당신은 그가 결국 그 수단을 사용할 것임을 안다. 내 상대는 세금 인상을 배제하지 않을 것이다. 그러나 나는 그럴 것이다. 그리고 의회는 나에게 세금 인상을 강요할 것이고 나는 아니라고 말할 것이다. 그들은 강요할 것이고, 나는 아니라고 말할 것이며, 그들은 다시 강요할 것이고, 나는 그들에게 "똑똑히 들으십시오: 세금 인상은 없습니다" 라고 말할 것이다.
이 구절은 주요 연설문 작성자 페기 누넌이 작성했으며, 잭 켐프가 기본적인 아이디어를 제안했다. 이 구절을 포함하는 것은 일부 부시 보좌관들이 언어가 너무 강하다고 느꼈기 때문에 논란을 야기했다. 가장 두드러진 비판자는 경제 고문 리처드 다먼으로, 그는 초기 초안에서 이 구절을 "어리석고 위험하다"고 부르며 지웠다.:37 다먼은 레이건의 1982년 세금 인상의 설계자 중 한 명이었으며, 부시 백악관에서 주요 정책 역할을 할 것으로 예상되었다. 그는 그러한 절대적인 공약이 행정부를 속박할 것이라고 느꼈다.:192
그러나 로저 에일스를 비롯한 다른 사람들의 조언에 따라 이 구절은 연설에 남아 있었다. 이 공약은 중도적 위치를 취하려는 캠페인에서 보수적 지지를 유지하는 데 필요하다고 여겨졌다. 또한 약하고 흔들리는 인상에 시달리던 후보에게 강인함을 더할 것이라는 희망도 있었다. 당시 부시는 여론조사에서 마이클 두카키스에게 크게 뒤처져 있었고, 다먼은 나중에 캠페인이 통치보다는 승리에 훨씬 더 관심이 있었다고 주장했다.:193 이 전략은 성공적인 것으로 보였다. 전당대회 이후 부시는 두카키스에게 우위를 점하기 시작했다. 다음 주에 실시된 갤럽 여론조사에 따르면 부시는 48% 대 44%로 앞섰으며, 그의 지지율은 전당대회 이전 여론조사보다 9포인트 상승했다. 캘리포니아 기반의 여론조사 전문가 머빈 필드는 "1936년 이후 여론조사를 본 이래로 이러한 종류의 지지율 변화는 한 번도 본 적이 없다"고 선언했다. 뉴스위크를 위해 실시된 또 다른 갤럽 여론조사에 따르면 부시는 전당대회 이후 51% 대 42%로 앞섰다.

## 인상된 세금
취임 후 부시는 약속을 지키는 데 어려움을 겪었다. 부시 캠페인의 수치는 1980년대 후반의 높은 경제 성장률이 그의 재임 기간 내내 계속될 것이라는 가정에 기반을 두고 있었다. 대신 경기 침체가 시작되었다. 1990년까지 의무 지출 증가와 경기 침체로 인해 증가하는 예산 적자는 연방 적자를 크게 늘리기 시작했다. 그램-루드먼-홀링스 균형예산법은 적자를 줄이지 않으면 공화당과 민주당 모두에게 불쾌한 의무적인 삭감이 이루어질 것이라고 규정했다. 이 적자를 줄이는 것은 어려운 일이었다. 실질적인 새로운 삭감은 메디케어나 사회 보장과 같은 정부 프로그램에서 또는 국방에서 이루어져야 했다.:198
다음 회계 연도의 예산은 훨씬 더 어려웠다. 부시는 처음에는 급격한 지출 삭감과 새로운 세금이 없는 제안 예산을 의회에 제출했지만, 의회 민주당원들은 이를 단번에 기각했다. 협상이 시작되었지만 세금에 대한 타협 없이는 거의 진전이 없을 것이 분명했다. 미국 관리예산실의 수장으로 임명된 리처드 다먼과 미국의 대통령 비서실장 존 H. 스누누는 모두 그러한 타협이 필요하다고 느꼈다. 제럴드 포드, 폴 오닐, 러마 알렉산더를 포함한 다른 저명한 공화당원들도 세금 인상에 찬성했다.:200
6월 말, 부시는 "적자 문제의 규모와 통과될 수 있는 패키지에 대한 필요성은 다음을 모두 요구한다는 것이 분명하다: 권리 및 의무 프로그램 개혁, 세수 증대, 성장 인센티브, 재량 지출 삭감, 국방 지출의 질서 있는 삭감, 그리고 예산 과정 개혁."이라고 발표했다. 핵심 요소는 이제 협상 대상이 된 "세수 증대"에 대한 언급이었다. 발표 후 즉시 격렬한 분노가 뒤따랐다. 다음 날 뉴욕 포스트의 헤드라인은 "똑똑히 들으십시오: 나는 거짓말을 했다"였다. 처음에는 일부 사람들이 "세수 증대"가 반드시 세금 인상을 의미하지는 않는다고 주장했다. 예를 들어, 정부가 과세 소득을 늘리기 위해 노력할 수 있다는 의미일 수도 있었다. 그러나 부시는 곧 세금 인상이 논의 대상임을 확인했다.:34
정책 변경에 가장 분노한 사람들 중 일부는 하원 원내대표 뉴트 깅그리치, 상원 지도부, 그리고 댄 퀘일 부통령을 포함한 다른 공화당원들이었다. 그들은 부시가 공화당의 가장 강력한 선거 공약을 향후 몇 년 동안 망쳤다고 느꼈다. 부시가 거래를 하기 전에 공화당 지도부와 상의하지 않은 것도 그들을 화나게 했다. 이러한 인식된 배신은 공화당 내에서 격렬한 불화를 빠르게 초래했다. 스누누가 깅그리치에게 소식을 전했을 때, 깅그리치는 화를 내며 전화를 끊었다. 트렌트 로트 상원 의원이 번복에 의문을 제기하자 스누누는 언론에 "트렌트 로트는 이 과정에서 중요하지 않은 인물이 되었다"고 말했다.:86 공화당 의원들에게 재선되기를 원한다면 대통령과 거리를 두도록 지시하는 메모를 발행한 공화당 전국위원회 공동 의장 에드 롤린스는 해고되었다.:84–88
이러한 사건들은 부시의 인기에 심각한 타격을 입혔다. 재임 초 79%라는 사상 최고치를 기록했던 부시의 지지율은 1990년 10월 중순까지 56%로 떨어졌다.:45
1990년 11월 5일, 부시는 1990년 옴니버스 예산 조정법에 서명했다. 이 법안은 다른 조항들 외에도 여러 세금을 인상했다.
이 법은 개인 소득세 최고 세율을 28%에서 31%로 인상했으며, 개인 대체 최저세율을 21%에서 24%로 인상했다. 또한 급여세 및 물품세를 포함한 다른 세금을 인상하고 고소득 개인에 대한 항목별 공제를 제한했다. 그러나 저소득 가구에 대한 근로 장려 세제 접근성을 높였고, 자본 이득 세율을 28%로 제한했다.
이는 1990년 중간선거에서 하원과 상원 모두에서 의석을 잃은 공화당 전반에 타격이 되었을 수 있다. 이 선거는 1990년 11월 6일에 치러졌다. 그러나 걸프 전쟁의 사건들이 이 문제를 뉴스에서 밀어냈고, 부시의 인기를 높였다. 1991년 2월까지 그의 지지율은 89%로 최고치를 기록했다.

## 1992년 선거
정책 번복은 민주당 후보 지명을 노리는 민주당원들에게 이용되었지만, 팻 뷰캐넌이 부시와의 예비 선거전에서 처음으로 꾸준히 사용했다. 뷰캐넌은 부시의 정책 번복이 부시에게 반대하는 주된 이유 중 하나라고 말했다. 그가 경선에 참여한 날, 그는 "우리 공화당원들이 더 이상 모든 것이 자유주의자들의 잘못이라고 말할 수 없기 때문"이라고 말했다. "똑똑히 들으십시오: 세금 인상은 없습니다"고 말한 다음 의사당의 큰 지출자들과 지저분한 비밀 예산 협상을 위해 약속을 어긴 것은 일부 자유주의 민주당원이 아니었다." 뷰캐넌은 이후 뉴햄프셔 선거 캠페인에서 1988년 인용문을 텔레비전과 라디오 광고 모두에서 끊임없이 반복하며 광범위하게 사용했다. 뷰캐넌은 뉴햄프셔에서 놀랍게도 40%의 득표율을 얻어 대통령에게 큰 반발을 불러일으켰다.
부시의 초기 반응은 경제 상황 때문에 세금 인상이 필수적이었다는 것이었다. 여론조사에 따르면 대부분의 미국인들은 일부 세금 인상이 필요하다는 데 동의했지만, 더 큰 장애물은 부시에 대한 신뢰와 존경심 상실이었다. 예비 선거 캠페인이 조지아로 옮겨지고 뷰캐넌이 여전히 위협이 되자 부시는 전략을 변경하고 세금 인상에 대해 사과하기 시작했다. 그는 "나는 그것을 했고, 후회하며 후회한다"고 말하고 미국 국민들에게 만약 그가 돌아갈 수 있다면 다시는 세금을 인상하지 않을 것이라고 말했다. 10월 1일 토론에서 그는 세금 인상이 실수였으며 "더 나은 거래를 위해 버텼어야 했다"고 반복해서 말했다. 이러한 사과도 효과가 없었고, 깨진 공약은 1992년 캠페인 내내 부시를 괴롭혔다.
부시의 결국 상대가 된 빌 클린턴은 선거 후반에 깨진 공약을 효과적으로 사용했다. 1992년 10월, 캠페인 전략가 제임스 카빌이 기획한 TV 광고는 부시가 깨진 공약을 보여주기 위해 그 문구를 반복하는 장면을 담았다. 이는 일반적으로 클린턴의 모든 캠페인 광고 중 가장 효과적인 광고 중 하나로 평가되었다. 세금 번복은 부시의 성격에 대한 대중의 인식을 낮추는 데 중요한 역할을 했다. 선거 기간 동안 클린턴에게 영향을 미친 다양한 스캔들에도 불구하고, 여론조사는 대중이 클린턴과 부시를 비슷한 청렴성을 가진 것으로 보았다.
선거 후에도 클린턴은 세금 인상에 대해 유권자들로부터 비슷한 보복을 받을까 두려워했다. 첫 임기 초에 빌 클린턴은 예상보다 큰 적자에 직면했다. 그는 중산층 감세라는 캠페인 약속을 어기는 것이라고 주장하는 보좌관들의 조언에 반하여 세금 인상으로 대응했다. 로스 페로는 부시와 현상 유지에 대한 불만을 이용하여 1992년 독립 후보로 경선에 참여했다가 다시 재참여했다. 그의 후보자로서의 영향에 대해서는 추측이 많지만, 출구 조사에 따르면 페로는 본질적으로 부시와 클린턴으로부터 동등하게 표를 얻었다.

## 이후의 견해
부시의 깨진 약속은 부시의 패배를 초래한 여러 중요한 요인 중 하나였다. 보수 토크쇼 진행자 러시 림보는 그의 저서 『See I Told You So』에서 부시가 세금을 인상하지 않았다면 쉽게 재선에 성공했을 것이라고 믿는다. 공화당 여론조사 전문가 리처드 워슬린은 그의 약속을 "대통령 정치사상 가장 파괴적인 여섯 단어"라고 불렀다. 에드 롤린스는 이를 "아마도 누군가가 한 정치적 약속 중 가장 심각한 위반"이라고 말했다.:35 백악관 대변인 말린 피츠워터는 정책 번복을 "행정부의 가장 큰 실수"라고 불렀다.
다른 사람들은 그러한 견해에 동의하지 않는다. 리처드 다먼은 정책 번복이 부시의 패배에 결정적인 역할을 했다고 믿지 않는다. 오히려 그는 그것이 부시가 통제할 수 없었던 경제 상황에 대한 불만의 초점이 되었을 뿐이라고 주장한다.:286 다른 사람들은 정책 번복이 정치적으로 재앙이었지만 국가에는 좋았다고 느낀다. 다니엘 L. 오스트랜더는 부시의 행동이 국가의 안녕을 위한 자신의 정치적 미래에 대한 고귀한 희생으로 보아야 한다고 주장했다.:56
보수 공화당원들은 일반적으로 부시가 의회의 압력에도 불구하고 자신의 공약을 지켰어야 한다고 생각한다. 정책 번복은 빌 클린턴의 1992년 승리에 중요한 역할을 했지만, 1994년 공화당 의회 승리에도 역할을 했다. 뉴트 깅그리치는 의회 협상 위원회 위원이었지만 세금 문제에 대한 부시의 타협을 지지하지 않았다. 그는 그리고 나서 백 명이 넘는 공화당 하원의원들을 이끌고 대통령의 첫 번째 예산안에 반대하는 투표를 했다. 이는 깅그리치를 보수 공화당원들의 영웅으로 만들었고, 1994년 "공화당 혁명"에서 그가 수행할 리더십 역할로 이끌었다.:53

## 기타 용례
2000년 1월 6일 뉴햄프셔에서 열린 공화당 예비선거 토론에서 전 대통령의 아들이자 당시 텍사스 주지사였던 조지 W. 부시는 자신의 경제 계획에 대한 질문에 답변하면서 세금을 언급했다. 맨체스터 유니온 리더 기자 존 메피스토는 "이것이 '새로운 세금 없음, 신이시여 도와주소서'입니까?"라고 물었고, 후보자는 "이것은 '새로운 세금 없음'일 뿐만 아니라 '감세, 신이시여 도와주소서'입니다"라고 대답했다. 부시는 결국 당선되어 두 번의 임기를 지냈다. 부시의 2004년 재선에서는 세금이 외교 정책 문제에 비해 부차적인 것으로 여겨졌지만, 그의 첫 임기 동안 세금이 인하되었고 많은 민주당원들은 부시 감세를 되돌리기를 원했다.
이 문구는 2009년 아일랜드 재무부 장관 브라이언 레니한 주니어가 2009년 12월 예산에서 세금을 인상하지 않겠다고 약속하면서 사용되었다. 2019년 영국 총선을 앞두고 보리스 존슨 총리도 부시의 약속을 상기시키며 "똑똑히 들으십시오: 우리는 세금을 올리지 않을 것이다"—특히 소득세, 부가가치세, 그리고 국민 보험 (NI) 기여금을 인상하지 않을 세금으로 명시하며—부시처럼 2021년에 보건 및 사회 복지 지원을 위해 NI를 1.25% 인상하는 것으로 약속을 번복했다.

## 같이 보기
- 미국 정치 구호 목록
- 우리 시대의 평화
- 1990년 미국 연방 정부 셧다운

## 내용주
1. ↑  노퀴스트는 여전히틀:As of? 정치인들에게 세금 공약에 서명하도록 촉구하고 있으며, 이후 의회에서 다수의 공화당원과 소수의 민주당원들이 이 공약에 서명했다.[4]